# Айнак (селище)
Айна́к (рос. Айнак) — селище у складі Славгородського округу Алтайського краю, Росія.

## Населення
Населення — 12 осіб (2010).